# Kościół św. Ludwika Króla Francji w Rzymie
Kościół św. Ludwika Króla Francji (wł. Chiesa di San Luigi dei Francesi, łac. Sancti Ludovici Francorum de Urbe) – rzymskokatolicki kościół tytularny w Rzymie.
Świątynia jest kościołem narodowym Francji oraz kościołem rektoralnym parafii św. Augustyna na Polu Marsowym.
Kościół jest pod wezwaniem Marii oraz patronów Francji: św. Dionizego oraz św. Ludwika, króla z dynastii Kapetyngów.
Kościół zbudowany został w latach 1518-1589 w stylu późnego renesansu i wczesnego baroku według projektów Giacomo della Porta; jego budowniczym był Domenico Fontana. Długotrwała budowa świątyni zmusiła do osobistej interwencji Katarzyny Medycejskiej, która wcześniej wykupiła parcelę pod kościół. Kościół jest cennym przykładem sztuki wczesnobarokowej za sprawą bogatego wystroju wnętrza, w którym znajduje się m.in. zespół trzech obrazów poświęconych świętemu Mateuszowi, pędzla Caravaggia.

## Lokalizacja
Kościół znajduje się w VIII Rione Rzymu – Sant’Eustachio w ścisłym centrum miasta, w okolicach Placu Navona, przy narożniku ulic Via della Scrofa i Via del Salvatore.

## Historia
Po zniszczeniu przez Saracenów opactwa w Farfie (Lacjum) w 898, część mnichów uciekła do Rzymu. Mnisi osiedlili się w Rzymie, zaś opat Ratfredus (934-936) odbudował opactwo. U schyłku X stulecia majątek opactwa w Farfie wzbogacił się o liczne dobra w Rzymie: kościoły, domy, młyny i winnice. Bulla cesarza rzymskiego Ottona III w 998 potwierdziła przywileje dla mnichów, w ramach których powierzono opiekę nad trzema kościołami rzymskimi: Santa Maria (NMP), San Benedetto i oratorium Najświętszego Zbawiciela. Kościół NMP wzniesiono na miejscu term Nerona i Agryppy.
W 1480 roku majątki te przejęli Medyceusze, a kościół Najświętszej Panny Marii otrzymał obecne wezwanie. W roku 1518 kardynał Giulio di Giuliano de' Medici (późniejszy papież Klemens VII) zlecił Jeanowi de Chenevière wybudowanie kościoła dla francuskiej wspólnoty zamieszkującej w Rzymie. Prace przerwano podczas spustoszenia Rzymu w 1527, ostateczne budowę ukończono 1589. Pracami kierował Domenico Fontana. W latach 1749-1756 Antoine Dérizet gruntownie odnowił i przekształcił wnętrze.
Fundacja Pieux Etablissements de la France à Rome et à Lorette jest obecnym opiekunem kościoła. Ponadto sprawuje ona pieczę nad innymi czterema kościołami francuskimi w Rzymie i kościołem w Loreto.

## Architektura
Kościół jest trzynawową bazyliką z kaplicami bocznymi, bez transeptu, z wydzielonym prezbiterium zamkniętym półkoliście. Zbudowany został na osi wschód-zachód (w zachodniej części znajduje się prezbiterium). Korpus nawowy składa się z pięciu przęseł. Wnętrze nawy głównej nakryte jest sklepieniem kolebkowym z lunetami, przy czym sklepienie trzech wschodnich przęseł przechodzi w płaski strop zdobiony plafonem, zaś przęsło pomiędzy prezbiterium i korpusem nawowym nakryte jest niską kopułą. Do nakrytych sklepieniem klasztornym naw bocznych przylegają kaplice wzniesione na planie prostokątnym, nakryte sklepieniem kolebkowym. Do nawy południowej przylegają kaplice św. Sebastiana, św. Mikołaja, św. Ludwika, Trzech Króli i św. Mateusza (Contrellich), zaś do północnej kaplice św. Dionizego, św. Cecylii, św. Joanny de Valois, Chlodwiga I i Ukrzyżowania Chrystusa.
Giacomo della Porta jest autorem fasady, która swoją szerokością wyodrębnia się ze zwartego, prostokątnego planu świątyni. Stanowi ona symbiozę elementów charakterystycznych dla wczesnobarokowej architektury Rzymu z klasycyzującymi formami powszechnymi we francuskiej architekturze XVII wieku. W niszach umieszczono pełnoplastyczne figury Karola Wielkiego, Ludwika IX Świętego, św. Klotyldy i św. Joanny de Valois.

## Wystrój wnętrza
Bogaty wystrój wnętrza pochodzi z XVII i XVIII wieku. Malowidła ścienne, przedstawiające żywoty świętych patronów Francji - świętych Ludwika (na plafonie stropu nawy głównej), Dionizego oraz Chlodwiga, są dziełem Charles'a-Josepha Natoire'a. Domenichino jest autorem fresków ilustrujących żywot świętej Cecylii. Dekoracja wnętrza jest dziełem licznych artystów, takich jak Cavalier D'Arpino, Muziano (obraz Święty Mikołaj) Giovanni Baglione (obraz Pokłon Trzech Króli), Siciolante da Sermoneta (cykl obrazów Żywot Chlodwiga I), Jacopino del Conte, Tibaldi i Antoine Derizet, Francesco Bassano il Giovanni (obraz Wniebowzięcie Marii w ołtarzu głównym).
Najcenniejsze dzieła malarskie znajdują się w kaplicy ufundowanej przez kardynała Mattea Contreilego, poświęconej jego patronowi, świętemu Mateuszowi. Są to trzy obrazy pędzla Caravaggia, czołowego malarza baroku włoskiego, wykonane w latach 1599-1600: Powołanie świętego Mateusza, Święty Mateusz i anioł oraz Męczeństwo św. Mateusza.

## Kardynałowie prezbiterzy
Bazylika św. Ludwika jest jednym z kościołów tytularnych nadawanych kardynałom-prezbiterom (Titulus Sancti Ludovici Francorum de Urbe). Tytuł ten został ustanowiony 7 czerwca 1967 roku
- Pierre Veuillot (1967–1968)
- François Marty (1969–1994)
- Jean-Marie Lustiger (1994–2007)
- André Vingt-Trois (2007–2025)